# Simon Lopuyet
Simon Lopuyet (24 dicembre 1972) è un ex maratoneta keniota.

## Competizioni internazionali
1994
- Oro alla Mezza maratona di Griesheim ( Griesheim) - 1h01'57"
- Oro alla Singelloop ( Breda) - 1h01'58"
- Bronzo alla City-Pier-City Loop ( L'Aia) - 1h02'25"
- Oro alla Mezza maratona di Primavera ( Merano) - 1h02'35"
- 12º alla Mezza maratona di Gualtieri ( Gualtieri) - 1h02'59"
- 4º alla Mezza maratona di Francoforte ( Francoforte sul Meno) - 1h04'21"
- 4º alla 20 km di Alphen aan den Rijn ( Alphen aan den Rijn) - 59'32"
- Bronzo alla Dam tot Dam ( Zaandam), 10 miglia - 45'58"
- Oro alla Tilburg Ten Miles ( Tilburg) - 46'21"
- Oro alla Telematica Run ( Heerlen), 10 miglia - 46'59"
- Argento alla Zevenheuvelenloop ( Nimega), 15 km - 43'21"
- Oro alla Barnsley 10 km ( Barnsley) - 28'36"
- 10º alla Herborn Adventslauf ( Herborn), 8,3 km - 24'09"

1995
- 4º alla Maratona di New York ( New York) - 2h11'38"
- Oro alla Mezza maratona di Lisbona ( Lisbona) - 1h00'26"
- 5º alla Route du Vin Half Marathon ( Grevenmacher) - 1h01'37"
- Oro alla City-Pier-City Loop ( L'Aia) - 1h01'42"
- Oro alla Mezza maratona di Gualtieri ( Gualtieri) - 1h02'33"
- Oro Mezza maratona di Francoforte ( Francoforte sul Meno) - 1h03'02"
- Argento alla Singelloop ( Breda) - 1h03'13"
- 6º alla Dam tot Dam ( Zaandam), 10 miglia - 46'55"
- Oro alla Tilburg Ten Miles ( Tilburg) - 47'33"
- Oro alla Nacht von Borgholzhausen ( Borgholzhausen), 10 miglia - 47'45"
- Argento alla 15 km di La Courneuve ( La Courneuve) - 43'19"
- Oro alla Parelloop ( Brunssum) - 27'49"

1996
- 17º alla Maratona di Boston ( Boston) - 2h14'34"
- 34º alla Mezza maratona di Lisbona ( Lisbona) - 1h05'05"
- 4º alla Great Scottish Run ( Glasgow) - 1h03'41"
- Bronzo alla Mezza maratona di Altötting ( Altötting) - 1h04'13"
- Oro Mezza maratona di Francoforte ( Francoforte sul Meno) - 1h04'53"
- 6º alla Dam tot Dam ( Zaandam), 10 miglia - 46'58"
- 5º alla Ko-Lauf Düsseldorf ( Düsseldorf) - 29'17"
- 5º alla Saucony 5 km ( Boston) - 14'29"

1997
- 9º alla Maratona di New York ( New York) - 2h13'41"
- 4º alla Maratona di Rotterdam ( Rotterdam) - 2h08'19"
- 25º alla Mezza maratona di Lisbona ( Lisbona) - 1h06'10"
- 4º alla Singelloop ( Breda) - 1h02'57"
- Argento alla Great Scottish Run ( Glasgow) - 1h03'23"
- Oro alla Mezza maratona di Paderborn ( Paderborn) - 1h03'44"
- 14º alla Dam tot Dam ( Zaandam), 10 miglia - 48'02"
- 9º alla Ko-Lauf Düsseldorf ( Düsseldorf) - 29'41"

1998
- Bronzo alla Maratona di Los Angeles ( Los Angeles) - 2h11'41"
- 5º alla Great Scottish Run ( Glasgow) - 1h04'12"
- 7º alla Mezza maratona di Francoforte ( Francoforte sul Meno) - 1h04'35"
- 21º alla 20 km di Alphen aan den Rijn ( Alphen aan den Rijn) - 1h02'11"
- 8º alla Tilburg Ten Miles ( Tilburg) - 48'18"
- 20º alla Dam tot Dam ( Zaandam), 10 miglia - 48'34"
- 5º alla Nacht von Borgholzhausen ( Borgholzhausen), 10 miglia - 50'53"
- 7º alla Zevenheuvelenloop ( Nimega), 15 km - 45'21"
- 4º alla Braunschweiger Nachlauf ( Braunschweig), 10,8 km - 31'49"
- Oro alla Trierer Stadlauf ( Treviri) - 29'26"
- Argento alla Oelder Sparkassen Citylauf ( Oelde) - 29'48"
- 11º allo Sprintcross ( Breda) - 35'58"

1999
- 9º alla Maratona di Chicago ( Chicago) - 2h11'44"
- 9º alla Maratona di Rotterdam ( Rotterdam) - 2h09'50"
- Argento alla Mezza maratona di Berlino ( Berlino) - 1h03'51"
- 8º alla Singelloop ( Breda) - 1h05'07"
- 7º alla 20 km di Alphen aan den Rijn ( Alphen aan den Rijn) - 1h00'10"
- 7º alla Paderborner Osterlauf ( Paderborn) - 29'34"
- Bronzo alla Oelder Sparkassen Citylauf ( Oelde) - 29'53"

2000
- 9º alla Maratona di Francoforte ( Francoforte sul Meno) - 2h14'12"
- 6º alla Route du Vin Half Marathon ( Grevenmacher) - 1h03'06"
- 7º alla Griefenseelauf ( Uster) - 1h04'41"
- 9º alla Telematica Run ( Heerlen), 10 miglia - 48'38"
- 65º al Nairobi International Crosscountry ( Nairobi) - 38'57"

2001
- Oro alla Maratona di Colonia ( Colonia) - 2h11'57"
- Bronzo alla Maratona di Amburgo ( Amburgo) - 2h11'04"
- 9º alla Mezza maratona di Lisbona ( Lisbona) - 1h01'23"
- Bronzo alla Griefenseelauf ( Uster) - 1h03'23"
- 6º alla Mezza maratona di Mondsee ( Mondsee) - 1h06'34"
- Argento alla Mezza maratona di Deutschlandsberg ( Deutschlandsberg) - 1h06'58"
- 4º alla Parelloop ( Brunssum) - 28'41"

2002
- 4º alla Maratona di Colonia ( Colonia) - 2h12'49"
- 12º alla Maratona di Parigi ( Parigi) - 2h12'44"
- 15º alla BIG25 ( Berlino), 25 km - 1h20'43"
- 11º alla Paderborner Osterlauf ( Paderborn) - 29'09"

2003
- 6º alla Maratona di Colonia ( Colonia) - 2h14'06"
- 6º alla Mezza maratona di Altötting ( Altötting) - 1h07'29"

2004
- Oro alla Maratona di Münster ( Münster) - 2h18'40"
- 4º alla Maratona di Linz ( Linz) - 2h19'34"
- Argento alla Maratona di Bregenz ( Bregenz) - 2h20'23"
- 13º alla Internationaler Schortenser Jever Fun Lauf ( Schortens), 10 miglia - 50'29"

2005
- Oro alla Maratona di Hannover ( Hannover) - 2h15'36"
- Bronzo alla Maratona di Münster ( Münster) - 2h24'23"
- 4º alla Maratona di Le Havre ( Le Havre) - 2h25'27"
- Oro alla Maratona di Essen ( Essen) - 2h30'48"

2006
- 4º alla Maratona di Münster ( Münster) - 2h31'40"